# Bladvlekkenziekte
Met bladvlekkenziekte wordt een plantenziekte bedoeld die zich uit in vlekken op de bladeren. Bladvlekkenziekten worden meestal veroorzaakt door schimmels, die tot uiteenlopende families behoren. 
De Nederlandse hoogleraar Louise Kerling promoveerde in 1928 op een onderzoek naar bladvlekken.

## Verschillende soorten
- Bladvlekkenziekte (beemdlangbloem)
- Bladvlekkenziekte (Chinese kool)
- Bladvlekkenziekte (courgette)
- Bladvlekkenziekte (gerst) door Rhynchosporium secalis
- Bladvlekkenziekte (komkommer)
- Bladvlekkenziekte (kool)
- Bladvlekkenziekte (luzerne)
- Bladvlekkenziekte (okkernoot)
- Bladvlekkenziekte (prei)
- Bladvlekkenziekte (populier)
- Bladvlekkenziekte (postelein)
- Bladvlekkenziekte (rijst)
- Bladvlekkenziekte (rogge)
- Bladvlekkenziekte (selderij)
- Bladvlekkenziekte (tarwe) door Septoria tritici
- Bladvlekkenziekte (tomaat)
- Bladvlekkenziekte (tuinboon)
- Bladvlekkenziekte (ui) (Botrytis-bladvlekkenziekte)
- Bladvlekkenziekte (veldbeemdgras)
- Bladvlekkenziekte (witte paardenkastanje)
- Bladvlekkenziekte (zuring)